# Doubabougou
Doubabougou est une localité et une commune rurale malienne de l'arrondissement central de Kati dans le cercle de Kati et la région de Koulikoro.

## Villages
La commune s'étend sur 6 localités relevées lors du recensement général de 2009. 
Les villages les plus peuplés sont :
- Doubabougou (3 537 habitants)
- Kodougou (2 035 habitants)
- Dogaba (1 968 habitants)